# Hemming Ödgislesson
Hemming Ödgislesson (Lejonansikte), född på 1200-talet, död på 1300-talet, var en svensk riddare och riksråd.

## Biografi
Hemming Ödgislesson (Lejonansikte, Hemming Ödgislessons ätt) var troligen syster till Ödgisledotter som var gift med  Birger Likvidsson (Likvidssönernas ätt). Han nämns första gången 1303 som riddare och var 1321 riksråd. Hemming Ödgislesson levde fortfarande 1828.

### Egendom
Han ägde gods i Handbörds härad och Uppvidinge härad i Småland.

### Familj
Hemming Ödgislesson var troligen gift med en dotter till Kettilsdotter (Bielke). De fick tillsammans barnen Gunhild Hemmingsdotter som var gift med Kettil Kettilbjörnsson (Gren), marsken Anund Finvidsson (Stallare) och Johan Algotsson, riddaren Johan Hemmingsson, Nils Hemmingsson, Bengt Hemmingsson och Arvid Hemmingsson.